# Acoyotitla
Acoyotitla är en ort i Mexiko.   Den ligger i kommunen Jalpan och delstaten Puebla, i den sydöstra delen av landet, 170 km nordost om huvudstaden Mexico City. Acoyotitla ligger 685 meter över havet och antalet invånare är 237.
Terrängen runt Acoyotitla är kuperad. Runt Acoyotitla är det ganska tätbefolkat, med 149 invånare per kvadratkilometer. Närmaste större samhälle är Huehuetla, 10,1 km väster om Acoyotitla. I omgivningarna runt Acoyotitla växer huvudsakligen savannskog.